# Boltiere
Boltiere ist eine italienische Gemeinde (comune) mit 6253 Einwohnern (Stand 31. Dezember 2023) in der Provinz Bergamo, Region Lombardei.

## Geographie
Boltiere liegt etwa 13 km südwestlich der Provinzhauptstadt Bergamo und 35 km nordöstlich der Metropole Mailand.
Die Nachbargemeinden sind Brembate, Ciserano, Osio Sotto, Pontirolo Nuovo und Verdellino.

## Persönlichkeiten
- Gustavo Testa (1886–1969), römisch-katholischer Geistlicher, Diplomat und Kurienkardinal